# Nordine Aït-Hamouda
Amrane Aït Hamouda (en kabyle : Ɛemran At Ḥemmuda), dit Nordine, né le 15 juillet 1949 à Iboudraren, est un homme politique algérien, et fils du Colonel Amirouche. 
Il est député du Rassemblement pour la culture et la démocratie (RCD) de 1997 à 2002, et de 2007 à 2012. Durant ce mandat, il est vice-président de l'Assemblée populaire nationale (APN).
Il est exclu du RCD en 2015, pour avoir refusé de faire campagne au profit du candidat présenté par son parti. 
Candidat sur une liste indépendante, Alternative citoyenne, aux élections législatives de 2017, il est élu député.

## Biographie

### Enfance et études
Il intègre l'école primaire d'Oued-Fodda en 1956. Durant la même année, sa mère âgée de 27 ans décède. Trois ans plus tard, son père est abattu lors d'une embuscade tendue par l'armée française le 28 mars 1959. Après la perte de ses deux parents, Nordine est pris en charge et élevé par ses grands parents maternels.
En 1963, il est admis au lycée El-Mokrani, ce qui l'amena à quitter la wilaya de Chlef pour étudier à Alger. En 1969, il participe à la grève des lycéens pour revendiquer une meilleure prise en charge des étudiants par l'État.

### Activités politiques
Sa rencontre avec Saïd Sadi, à l'époque responsable du Mouvement culturel berbère (MCB) en Algérie, a lieu en 1978 durant les cours que dispensait Mouloud Mammeri à la faculté centrale. Après les événements d'avril 1980, il  devient un militant actif du MCB et s'installe à Tizi-Ouzou en septembre 1980 pour prendre en charge la structuration des enfants de chahids dans le cadre du déploiement du MCB.
En 1983, il subit sa première arrestation avec présentation au parquet, en compagnie de 15 fils de chahids. Depuis cette date, il s'est fait connaître par les manifestations qu'il a organisé dans toute la wilaya de Tizi-Ouzou.
Il est membre fondateur de la Ligue algérienne pour la défense des droits de l'homme (LADDH) en 1985 en compagnie notamment d'Ali Yahia Abdennour et Saïd Sadi. Durant la même année, différentes manifestations sont organisées par son association dans plusieurs villes algériennes dont Tizi-Ouzou, Chlef, Alger et Boumerdès. Il est arrêté et déféré devant la cour de sûreté de l'État et condamné à 12 ans de prison ferme. Durant sa détention, il connaît les prisons de Tizi-Ouzou, Berrouaghia, Médéa et Blida. Dès sa libération, il repriend le combat avec les familles des détenus encore emprisonnés.
Nordine fait partie des membres fondateurs du RCD créé en février 1989. Après un différend avec Saïd Sadi, l'ex président du RCD, il refuse de faire compagne au profit du candidat de son parti aux sénatoriales de 2015 au motif que le candidat ne répond pas aux critères retenus lors du dernier congrès du RCD, prônant le rajeunissement des cadres du parti et la compétence. Il est exclu du RCD sans qu'il ne soit traduit devant la commission des conflits.

### Fondation Colonel Amirouche
Le 5 novembre 2016, il lance la fondation Colonel Amirouche avec des cadres militants issus des différentes formations et des moudjahidines. Il est président de cette fondation qui milite pour la protection de la mémoire du Colonel Amirouche et des martyrs ainsi que toute la wilaya III.

### Arrestation
Dans un contexte où  ses déclarations sur la chaîne de télévision privée El-Hayat TV le 17 juin 2021 concernant Houari Boumédiène, Messali Hadj et l'Émir Abdelkader avaient déclenché une polémique, il est arrêté le 26 juin 2021  puis placé sous mandat de dépôt pour « atteinte à des symboles de la nation et de la révolution, offense à un ancien président et incitation à la haine et à  la discrimination raciale »,.  
Selon sa lecture de l'histoire et des archives, l'Émir Abdelkader, après s'être rendu au général Bugeaud, aurait "vendu" l’Algérie à la France à travers le traité de la Tafna, il lui reproche d'avoir "donné un pays qui ne lui appartenait pas", d'avoir accepté la légion d'honneur française, d'avoir soutenu la France contre la Prusse à travers une lettre à Otto von Bismarck, d'avoir dénoncé l'insurrection de 1871, d'avoir été "l'ami de la France" et d'avoir accepté la pension versée pour lui et toute sa descendance. Il accuse également un des descendants de l'émir de s'être marié avec une israélienne, d'y avoir vécu dans un kibboutz et d'être entré dans l'armée de Tsahal. Il déplore également une peinture célèbre qui représenterait, selon lui, la femme de l'émir en train d'embrasser la main de Napoléon III (du peintre Jean-Baptiste-Ange Tissier). Selon Noureddine Aït Hamouda, "un chef ne doit pas se rendre à l'ennemi", et c'est son plus grand reproche envers l'émir Abdelkader. Il qualifie Messali Hadj de "traître", et Houari Boumédiène de "planqué sournois".
Le 29 août 2021, Nordine Aït Hamouda est mis en liberté provisoire.